# 低開発の記憶 メモリアス
『低開発の記憶 メモリアス』 (英語: Memories of Underdevelopment、スペイン語: Memorias del Subdesarrollo) は1968年に公開されたキューバ映画。
監督、脚本はトマス・グティエレス・アレア。この映画はエドムンド・デスノエスの小説を元にしている。この映画はアレアの5作目の映画であり彼の最も有名な映画である。
この映画は国際映画祭でいくつもの賞を受賞した。Sight＆Sound誌の2012年の投票で史上144番目に優れた映画に選出された。 ニューヨークタイムズが1968年のベスト10映画の1本にこの作品を選出した。

## 制作の詳細

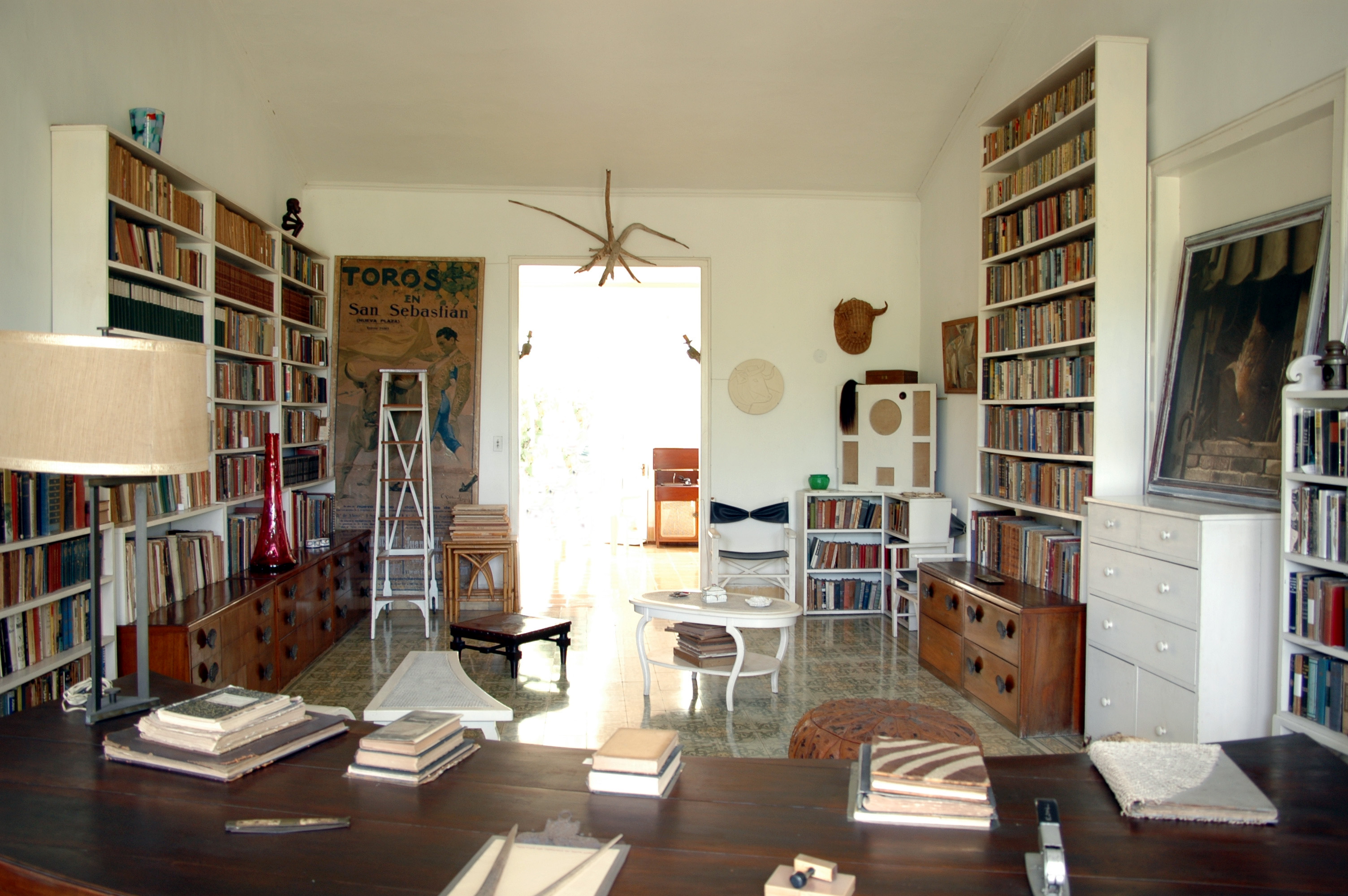
セルジオは、アーネスト・ヘミングウェイのキューバの故郷であるフィンカヴィジアを訪れた。キューバに対するヘミングウェイの態度を振り返る一方で、エレナは「死んだ動物と本」に飽きている

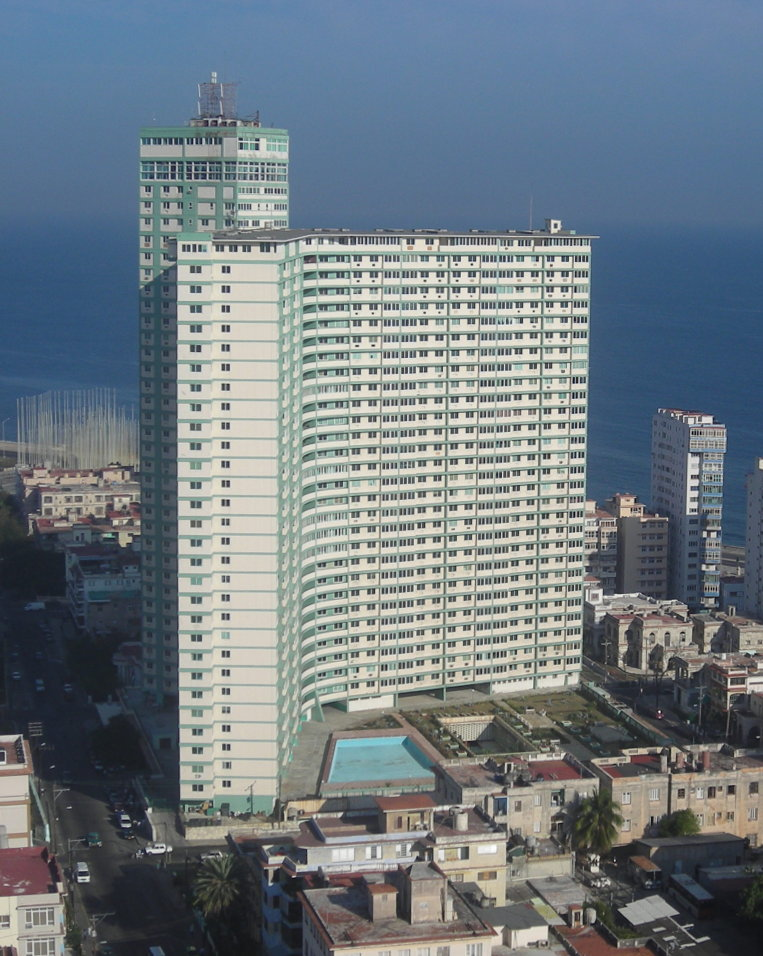
セルジオが住んでいたアパートは FOCSAビルの34階のペントハウスで撮影された